# エセックス・ジャンクション駅
エセックス・ジャンクション駅（英語：Essex Junction Station）はアメリカバーモント州エセックス・ジャンクション レールロード・アヴェニュー29にある駅。 全米各地を結ぶ旅客鉄道のアムトラックが乗り入れている。

## 概要
現在の駅舎は、もともとセントラル・バーモント鉄道として1958年に建設された。アムトラックは今日、ニューイングランド中央鉄道、及び携帯電話会社と建物を共有している。

## 利用可能な鉄道路線／列車
アムトラックの停車する列車は下記の通り。
セントオールバンズとワシントン間の昼行長距離列車バーモンター号…1日1往復停車

## バス
当駅から乗車できるバスは以下の通り。
市内交通は、チッテンデン郡交通局 (CCTA)が担っている。